# وعل (جنس)
الوعل (الاسم العلمي: Capra) جنس من الثدييات، يتألف من تسعة أنواع بما في ذلك الماعز البري، والمارخور، والعديد من الأنواع المعروفة بالوعول. يعد الماعز المستأنس نوعًا مستَأنسًا من الماعز البري. يعيش الماعز البري في البيئات الجبلية. فهي قوية ورشيقة جدًا، وتتميز بقدرتها على تسلق الصخور الصلدة والعيش على النباتات المتناثرة. يمكن تمييزها عن جنس الغنم، الذي يضم الماشية، بوجود غدد الرائحة بالقرب من القدمين، في أعلى الفخذ وأمام العيون، وعدم وجود غدد وجه أخرى، وأيضًا بوجود لحية في الذكور، ودشبذ بلا شعر على ركبتي الأرجل الأمامية. يجب هنا عدم خلط نوع الماعز الجبلي بأنواع هذا الجنس، فقد وضعت في جنس منفصل يسمى ضأن خام.

## التصنيف

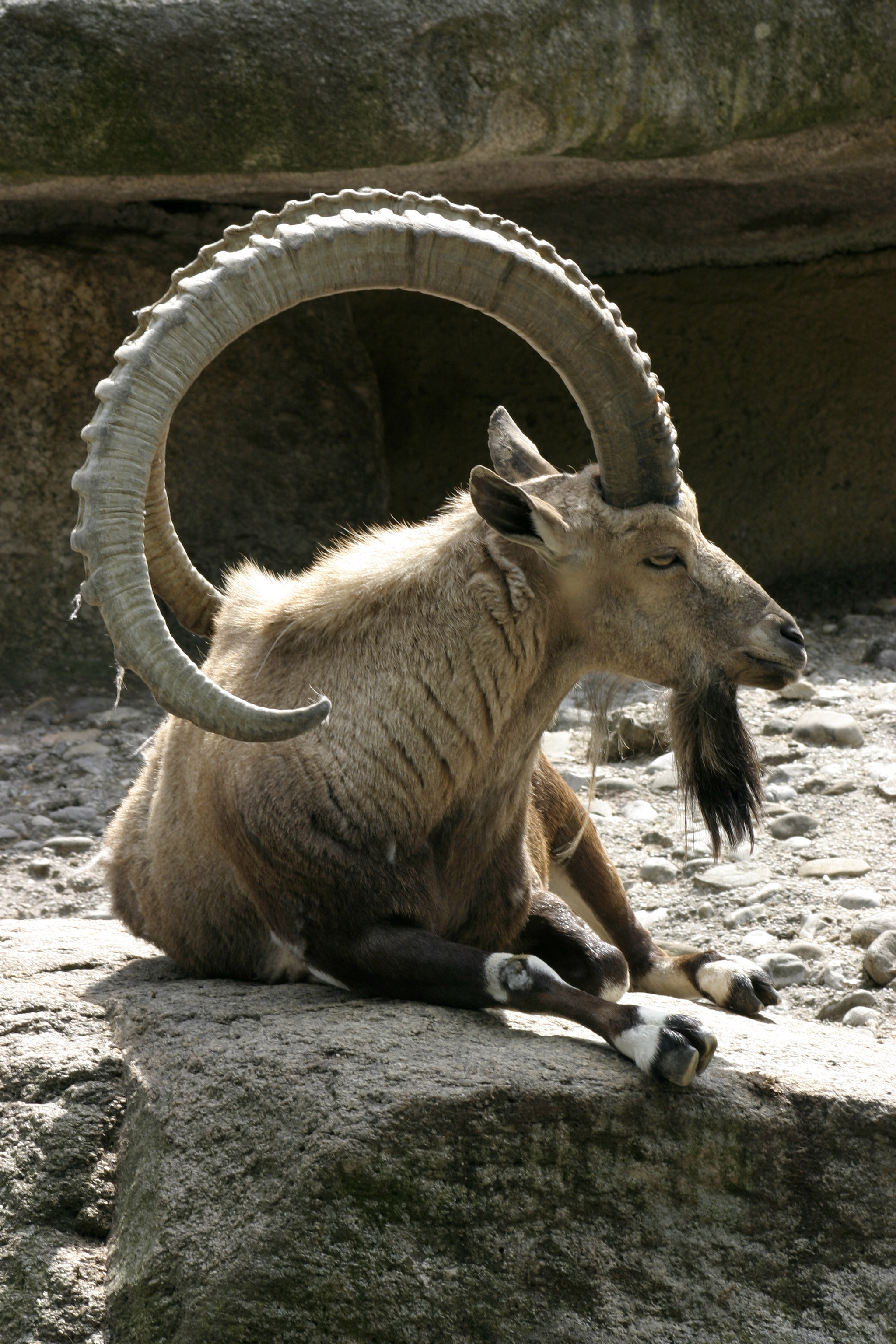
ذكر تيس الجبل النوبي

تنتمي جميع هذه الأعضاء إلى الحيوانات المجترة، بمعنى أنها تجتر، ولها معدة بأربع غرف تلعب دورًا حيويًا في هضم الطعام، وتقيئه، وإعادة هضمه. الأنواع الموجودة في هذا الجنس تسعة:
| صورة | الاسم العلمي           | الاسم العربي    |
|      | (Capra caucasica)      | طور غرب القوقاز |
|      | (Capra cylindricornis) | طور شرق القوقاز |
|      | (Capra falconeri)      | مارخور          |
|      | (Capra aegagrus)       | ماعز بري        |
|      | (Capra hircus)         | ماعز            |
|      | (Capra sibirica)       | وعل سيبيري      |
|      | (Capra pyrenaica)      | وعل إسباني      |
|      | (Capra walie)          | وعل واليا       |
|      | (Capra nubiana)        | وعل نوبي        |

وينضوي الماعز تحت جنس الوعل بعلاقات منتظمة معقدة، والتي لم يتم إلى الآن حلها تمامًا. تشير الدراسات الحديثة المستندة إلى الحمض النووي المتقدر إلى أن الوعل السيبيري والوعل النوبي يمثلان نوعين مختلفين، وغير مرتبطين بشكل وثيق جدًا بتيس جبال الألب المماثل جسديًا. ويشكل تيس جبال الألب مجموعة مع تيس الجبل الإسباني. ويبدو طور غرب القوقاز أكثر قربًا للماعز البري من طور شرق القوقاز. وتعد نسبة انفصال المارخور عن الأشكال الأخرى قليلة نسبيًا ـــ كان يعامل في السابق فرعًا منفصل من الجنس.
وجميع أنواع الماعز البري تقريبًا منفصلة جغرافيا - يعد الماعز البري الوحيد المتداخل جغرافيًا مع طور شرق القوقاز، والمارخور مع الوعل السيبيري. لا تمتزج عادةً سلالات الأنواع المتداخلة في البرية في كلتا الحالتين ـــ ولكن في الأسر يمكن أن تمتزج جميع أنواع الوعل، وتنتج ذرية خصيبة.

## الاستئناس والاستخدامات
لقد كان الماعز بجانب الخراف من بين أولى الحيوانات المستأنسة. بدأت عملية الاستئناس منذ ما لا يقل عن 10000 سنة (سنوات تقويمية محسوبة) في ما يُعرف الآن بشمال إيران. حيث كانت سهولة حصول البشر على وبر الماعز، ولحومها، ولبنها بمنزلة المحفزات الأولية لهم. وكان الناس بصفة عامة يستخدمون جلود الماعز حتى العصور الوسطى في زجاجات الماء والنبيذ عند السفر والتخييم، وكورق للكتابة في بعض المناطق.

## في التاريخ القديم

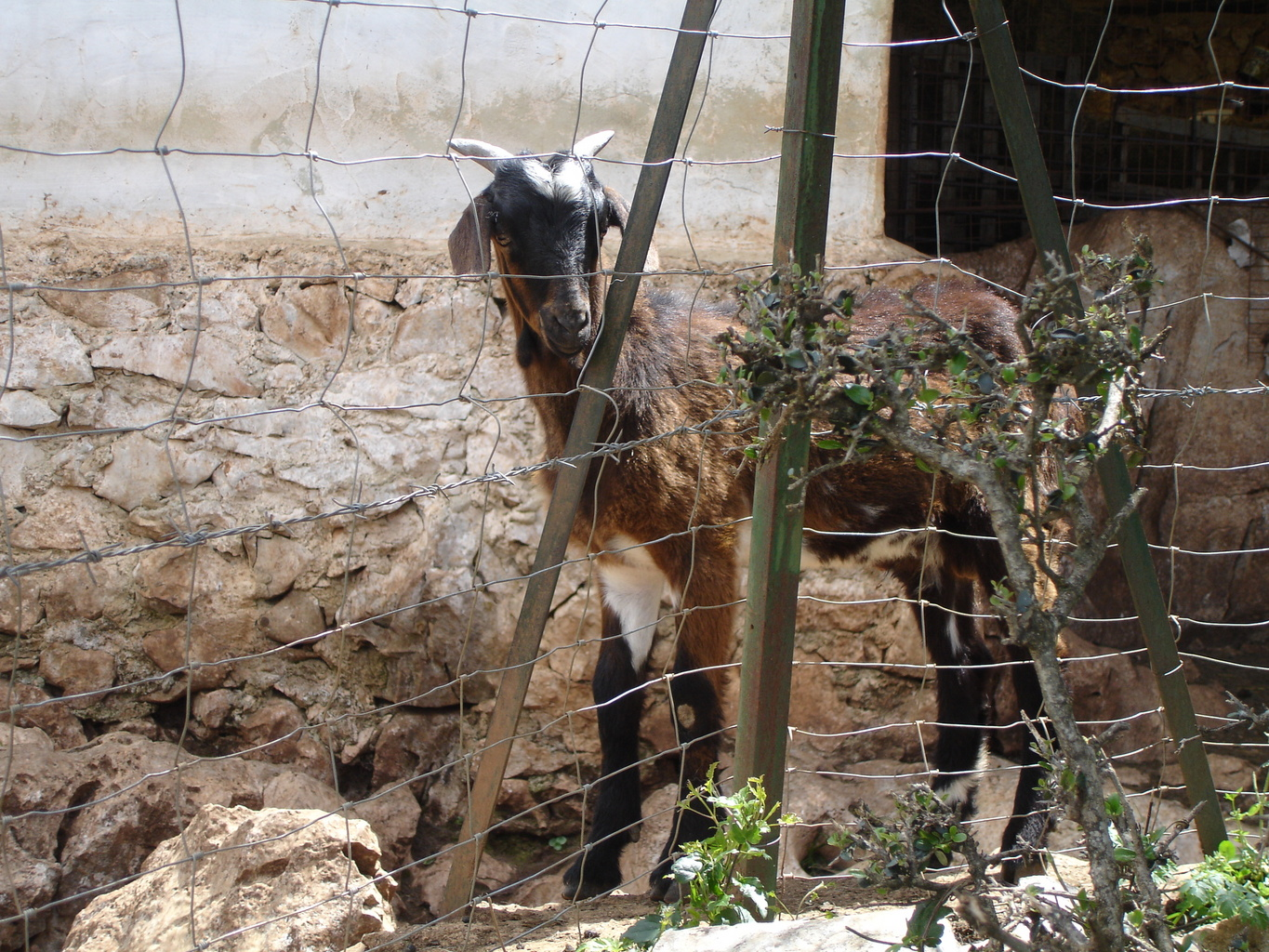
وعل في الأندلس

إن دلائل تيس الجبل حاضرة على نطاق واسع في السجلات الأثرية، وبالأخص في مناطق الشرق الأدنى والبحر الأبيض المتوسط. فأشكال تيس الجبل شائعة جدًا على الأختام الأسطوانية والفخار، وكلاهما ملون ومزخرف. وعلى سبيل المثال، اشتملت حفريات الحضارة المينوسية كريت في كنوسوس على عينات من 1800 سنة تقريبًا قبل الميلاد، بما في ذلك ختم أسطواني يصور تيس جبل يدافع عن نفسه من كلب الصيد. كما عُثِر على مجوهرات ذهبية في موقع أكروتيري الاثري على صورة تيس جبل ترجع لنفس الفترة على جزيرة سانتوريني في اليونان حاليًا.
وهناك عينة لتيس الجبل كابرا ترجع إلى العصر الحديدي تم انتشالها في موقع آك كوبروك (Aq Kupruk) الأثري في أفغانستان، مما يدل على استئناس الناس قديمًا لتيس الجبل أو صيده.[بحاجة لتوضيح] ومع ذلك، قد يكون من الصعب التفريق بين السجلات الأثرية لتيس الجبل وبين الماعز المستانس.

## الارتباطات في التاريخ
من الأمور التي تم إثباتها، بعد المزيد من الخلاف التاريخي، أن نقوش تيس الجبل وقرونه كان يتم استخدامها كسحر لتشجيع الإنجاب أو لتقديم الشكر على إنجاب طفل من قبل أولئك الذين كانوا يعتنقون البوذية في الفترة بين 1000 قبل الميلاد إلى 300 م تقريبًا حسبما علق عليها المؤرخ وعالم الآثار إيه إتش فرانك (A. H. Francke):
أصبح مبشر المسيحية في كالاتس (Khalatse) أبًا قبل بضعة أسابيع، وقدم أهل القرية هدايا من «تيس الجبل والدقيق» له ولزوجته. وقد أعطاني واحدة من تلك الأشكال، والتي صُنعت من الطحين والزبدة، وأخبرني أنه كان عرفًا لدى التبت (Tibet) واللاداك (Ladakh)، أن يصنعوا هدايا من «تيس الجبل والدقيق» بمناسبة ولادة الطفل. هذه هي معلومات مثيرة للاهتمام للغاية. وكنت أتساءل دائمًا لماذا كان هناك الكثير من النقوش الصخرية من تيس الجبل في أماكن مرتبطة بالدين الذي سبق البوذية في لاداخ (Ladakh). ويبدو الآن من المحتمل أن تكون قرابين شكر بعد ولادة الأطفال. كما حاولت أن أوضح في مقالتي السابقة، اعتاد الناس الذهاب إلى أماكن العبادة ما قبل البوذية، على وجه الخصوص، للصلاة بأن ينعموا بأطفال.